# Ischo-Jab III.
Ischo-Jab III. (Īšōʻjahb; † 659) war Katholikos der Apostolischen Kirche des Ostens von 649 bis zu seinem Tod im Jahr 659. Er gilt als einer der bedeutendsten Katholikoi der Apostolischen Kirche, wobei die Quellenlage zu seinem Leben und Wirken vergleichsweise günstig ist.

## Leben
Ischo-Jab wurde wohl um 590 geboren und stammte aus wohlhabender persischer Familie, die in der Adiabene bedeutende Besitzungen unterhielt. Er wurde theologisch in der bedeutenden Hochschule von Nisibis ausgebildet, die er aber zusammen mit anderen Schülern aus Protest verließ, nachdem der Metropolit Gregorios abgesetzt worden war. Ischo-Jab trat anschließend in das Kloster Beth Abhe ein und wurde ca. 628 Bischof von Ninive. Er ist um 640 als Metropolit der Adiabene in Arbela bezeugt, wobei er das Mönchtum in seinem Amtsbereich reformierte. 649 wurde er zum Katholikos gewählt. Ischo-Jab bekleidete dieses Amt in einer politisch äußerst unruhigen Zeit. Das Sassanidenreich, in dem er als Katholikos lebte und wirkte, brach 651 endgültig im Zuge der arabisch-islamischen Eroberung zusammen. Ischo-Jab hatte bereits als Metropolit von Ninive Erfahrung im Umgang mit den arabischen Eroberern gesammelt. 
In seiner Zeit als Katholikos zielte er auf eine möglichst große Bindekraft der Kirche ab und ging gegen die Miaphysiten vor, die von der Kirche des Ostens als Häretiker betrachtet wurden. Ischo-Jabs Berichte sind auch der früheste Beleg für die Beziehungen zwischen Christen und Muslimen. Die Muslime werden dabei immer nur im Zusammenhang mit Berichten über christliche Belange erwähnt. In Briefen wird berichtet, dass Christen im Oman den arabischen Eroberern die Hälfte ihrer Besitztümer abzutreten hatten und dazu eine Kopfsteuer entrichten mussten, um ihren Glauben weiter praktizieren zu können. Diese Berichte gelten, auch durch arabische Parallelüberlieferungen gedeckt, als glaubwürdig, wenngleich die Höhe des jeweiligen Tributs und der Kopfsteuer (in der Regel vermutlich 1 Dinar) schwankend war. 
In der Forschung ist umstritten, wie gut die Beziehungen des Katholikos bzw. der assyrischen Christen zu den arabischen Behörden waren, auf deren Entgegenkommen die nun unter arabischer Herrschaft stehenden Christen angewiesen waren. Es spricht aufgrund unterschiedlicher Quellenberichte einiges dafür, dass dies nicht zuletzt am Verhalten der arabischen Gouverneure lag, die teils gute Kontakte zu den Christen pflegten, sich teils aber auch durchaus feindselig verhielten. In einem Bericht wird etwa ein ernster Konflikt zwischen Ischo-Jab und einem hohen arabischen Beamten erwähnt, der Ischo-Jab kurzzeitig einkerkern ließ. Ebenso wird über die einzelne Verfolgung nestorianischer Gemeinden berichtet, einschließlich der Zerstörung von Kirchen.
Als Ischo-Jab 659 verstarb, war unter anderem Elias von Merw anwesend, der eine heute verlorene Kirchengeschichte verfasst hat.